# Édouard-Jean Empain
Édouard-Jean-Lain Empain (Boedapest, 7 oktober 1937 – Pontoise, 21 juni 2018), roepnaam Wado, was een Belgisch industrieel. Hij was van 1971 tot 1981 president-directeur-generaal (pdg) van de groep Empain-Schneider en werd in 1978 ontvoerd.

## Familie
Baron Edouard-Jean Empain was de kleinzoon van baron Édouard Empain, de man die de stadswijk Heliopolis bouwde in Caïro en een belangrijke internationale industriële onderneming oprichtte. Hij was de zoon van baron Jean Empain. Zijn vader had een stevige reputatie van fuifnummer Getrouwd in 1923 was hij, na twee dochters te hebben gehad, in 1931 gescheiden. Aan de vrouwen met wie hij naar bed ging beloofde hij de eerste te trouwen die hem een zoon schonk. Hij ging een relatie aan met een comédienne van het lichte genre, Rozell Rowland. Tegen het einde van haar zwangerschap, stuurde hij haar naar Boedapest, omdat hij daar een som had uitstaan die hij niet kon exporteren en die hij haar ter beschikking stelde. Toen ze een zoon ter wereld bracht, was Jean twee dagen later in Boedapest en trouwde hij met haar. Ook al bleef hij zijn vrijgevochten leven verder zetten, hield het huwelijk stand tot aan zijn dood. Toen hij stierf was Edouard-Jean amper negen.
Hij werd, door het tweede huwelijk van zijn moeder, de stiefzoon van Édouard-François Empain, en vanaf 1954 (tot in 1975) zijn geadopteerde zoon.

## Biografie

### Hoofd van de Groep Empain
De jonge knaap erfde van zijn vader het aanzienlijkste deel van een groep die bestond uit:
- 12 vennootschappen voor openbaar vervoer (trams en treinen),
- 16 vennootschappen voor levering van gas en elektriciteit,
- 10 aandelenvennootschappen, ondergeschikt aan de holding Electrorail,
- 4 banken,
- 6 vastgoedvennootschappen,
- 3 hotels,
- 6 handelsvennootschappen,
- 7 vennootschappen in de scheikundesector,
- 14 vennootschappen in de glasnijverheid,
- 17 vennootschappen voor elektrische constructies, mechanica en openbare werken,
- 3 steenkoolmijnen.

In eerste instantie was het Louis-Jean Empain, de broer van Jean, die zich verplicht achtte de leiding te nemen, overtuigd dat hij de ambitieuze neef Édouard-François Empain in toom zou kunnen houden. Maar die wilde zelf de leiding nemen en vond de goede manier om Louis te neutraliseren, door een huwelijk aan te gaan met de weduwe van Jean, zodat hij ook de voogdij verwierf over Edouard-Jean, die hij trouwens in 1954 als zijn zoon adopteerde. Louis verkocht hem het grootste deel van zijn aandelen in de voornaamste holding, Electrorail.
'Wado' werd op kostschool gestuurd bij de Paters Maristen in Bury en vervolgens bij de Oratorianen in de École Saint-Martin-de-France in Pontoise. Hij behaalde met enige moeite het baccalaureaat. Hij was amper twintig toen hij op 18 december 1957 trouwde en zijn legerdienst aanvatte. Terwijl hij nog niet professioneel actief was, deed de groep het goed. De eerste problemen rezen in 1956 toen Nasser de buitenlandse bedrijven nationaliseerde. In 1960 begonnen de problemen in het onafhankelijk geworden Congo. De voornaamste bedrijven in Frankrijk en België deden het verder goed.
In 1958 deed baron Léon Lambert, eigenaar van de Bank Lambert, een poging om de groep Empain over te nemen. Hij werd hierin geholpen door Jacques Grazia, schoonzoon van Jean Empain, die de aandelen van zijn vrouw en zijn schoonzus aan Lambert verkocht. Édouard-Jean dreigde hetzelfde te doen, tenzij zijn stiefvader op termijn de leiding van de groep Empain aan hem overliet, hetgeen deze toegaf. In 1967 eiste Édouard-Jean uitvoering van de overeenkomst en nam de leiding. Eerst plaatste hij René Engen aan het hoofd, om hem in 1971 zelf op te volgen.

### Hoofd van de Groep Empain-Schneider
Ondertussen hadden Edouard-François en Edouard-Jean in 1963 beslist om 7 % te verwerven in de Groep Schneider. Ze gingen verder in de aankoop, tot ze 23 % in handen hadden. De Franse regering kwam toen tussen en eiste dat de leiding van Schneider in Franse handen zou blijven en de Belgen slechts een ondergeschikte rol zouden spelen. Door behendig te werk te gaan en allianties binnen de familie Schneider te realiseren, slaagde Édouard-Jean er in zelf het voorzitterschap van de groep te verwerven.
Aldus leidde hij van 1967 (vanaf 1971 als PDG) en tot in 1981 de vijfde industriegroep van Frankrijk. Hij bouwde het imperium Empain-Schneider uit tot een eersterangsbedrijf in de kernenergie en staalindustrie.
Empain vertelde later dat de toenmalige Franse regering het niet kon verkroppen dat een Belg tot een van de machtigste Franse industriëlen was uitgegroeid. Hij weigerde zich tot Fransman te laten naturaliseren. Dit alles zou een rol spelen in en na de periode van de ontvoering.
Ondertussen slaagde hij erin zijn groep toonaangevend te doen worden in het bouwen van kerncentrales, door zijn firma Framatone. Binnen de groep begon hij echter tegenstand op te roepen omdat hij een enigszins onsamenhangend beleid voerde en zich engageerde in activiteiten (sportkledij, skilatten, vastgoed, het weekblad VSD) die zijn luitenants als ongewenst beoordeelden. Ook werden ze er meer en meer van bewust dat hun PDG een nogal losbandig leven leidde en onder meer veel geld verloor in de speelzalen.

### De ontvoering
Op 23 januari 1978 werd hij gekidnapt voor de ingang van zijn Parijse woning op de Avenue Foch. De kidnappers, geleid door Georges Bertoncini eisten 80 miljoen Franse frank aan losgeld en amputeerden Empains linkerpink om druk op de familie uit te oefenen. Na onderhandelingen, die de losprijs terugbrachten tot 40 miljoen Franse frank, werd door tussenkomst van de politie verhinderd dat er losgeld werd betaald en werd een van de ontvoerders bij de mislukte overhandiging gedood en een tweede, Alain Caillol, gearresteerd. De overige daders konden overtuigd worden Empain vrij te laten, wat gebeurde op 28 maart 1978 nabij een metrostation.
Aanvankelijk hadden de ontvoerders zich voorgedaan als een extreme terroristische groep, in de lijn van de Rote Armee Fraktion. Maar weldra bleek dat het om ordinaire afpersers ging. Van uit het hoofdkwartier van Empain-Schneider werden over Empain positieve geluiden verspreid. Hij werd beschreven als dynamisch, open, eenvoudig, direct en sympathiek en ook als een voorbeeldig huisvader, die ontspanning vond in yachting, wandelen, kaart spelen en met vrienden bijeen komen. Zo bleef het echter niet. Lekken, die werden toegeschreven aan de politie, of misschien ook aan personen binnen Empain-Schneider, beschreven hem als iemand die nogal wild leefde, overdreef in het genot van drank en vrouwen en vooral een compulsieve gokker was die fortuinen verspeelde in de casino's.
Van daar kwamen de veronderstellingen dat het vanwege zijn bekendheid in de gokmiddens was dat enkele boeven het idee hadden opgevat om een grote som van hem af te troggelen. Anderen suggereerden dat overheidsdiensten niet vreemd zouden zijn geweest aan een manier om deze arrogante Belg mores te leren. Er werden zelfs veronderstellingen geuit dat hij zelf zijn ontvoering zou hebben georganiseerd, om geld te kunnen verzamelen voor het vereffenen van speelschulden of dat hij op die wijze onder druk werd gezet om openstaande speelschulden te vereffenen. Dit is achteraf allemaal onjuist gebleken, maar het was een uitpakken waar Empain erg onder leed.
In de media werden ook verhalen opgehangen over zijn vermeend fortuin, dat als kolossaal werd beschreven en waarbij men niet het verschil maakte tussen de activa van de Groep Empain-Schneider en het privébezit van de man. Dit kon de ontvoerders alleen maar aanzetten nog meer druk uit te oefenen om het vooropgestelde losgeld vast te krijgen.
Nadat hij, na meer dan twee maanden moeizaam onderhandelen, was vrijgekomen, werden de daders tamelijk snel opgespoord en ingerekend. Ze werden in december 1982 tot straffen tussen 15 en 20 jaar cel veroordeeld.
Empain zei later dat enkel zijn labrador Love blij was met zijn terugkeer. Zijn familieleden en naaste medewerkers hadden hem al afgeschreven en de smeuïge verhalen die over zijn privéleven in de media waren geëtaleerd, hadden de goede naam van de familie besmeurd en zijn gezag binnen de industriële groep en in de ondernemerswereld aangetast. De omgang met zijn familie, vrienden en medewerkers verzuurde na zijn bevrijding tot op een dieptepunt.

### Latere leven
Empain scheidde. Na een lange reis, kwam hij terug aan het hoofd van de groep. Hij had echter in grote mate de moed verloren en, bij de eerste tegenkantingen, besliste hij definitief ermee op te houden. Hij verkocht zijn aandelen in februari 1981 aan de groep Paribas. Zijn voormalige stiefvader Edouard-François Empain verkocht mee de helft van zijn aandelen en toen die in 1984 overleed en de rest van zijn aandelen eveneens werden verkocht, verdween elke aanwezigheid van de Empains in wat voortaan weer volledig Schneider heette.
In 1994 werden bedrijven rond Cofibel en Cofimines, afkomstig uit het vroegere Empain-imperium, ervan beschuldigd onder het bestuur van Empain, geld te hebben verduisterd ten nadele van de minderheidsaandeelhouders. De opvolger van Empain, Didier Pineau-Valencienne werd in het kader hiervan in Brussel in voorarrest gehouden. Omdat de redelijke termijn verstreken was, kwam er uiteindelijk geen rechtszaak van.
Édouard-Jean begon samen met Eric Graham het vastgoedbedrijf Empain-Graham, dat in 1998 failliet ging. Zo kwam hij met het gerecht in aanraking. In 2003 werd Empain samen met Eric Graham vervolgd in verband met het bankroet en de fraudezaak rond SNC Empain-Graham, maar ze werden beiden vrijgesproken. Hij was vervolgens nog actief, onder andere vennootschapsnamen, in de vastgoedsector.
Toen in 2005 de honderdste verjaardag van Heliopolis werd gevierd, onder het voorzitterschap van Hosni Moebarak, was Edouard-Jean Empain aanwezig, als kleinzoon van de stichter van de stad.

## Privé
Empain trouwde in 1957 met Silvana Bettuzzi (Mirabello-Monferrato 1939). Ze kregen drie kinderen:
- Patricia Empain (1958) die trouwde met
  - de Amerikaanse zakenman Terrell-Alfred Braly (San Antonio, Texas, 1953), in 1977, met echtscheiding in 1988,
  - Charles Corder (Charleston, 1943) in 1989, met echtscheiding in 1996,
  - Bertrand Guyard (Boulogne-Billancourt, 1963), journalist bij Le Figaro, in 2000, met echtscheiding in 2005,
  - de Zwitserse zakenman Herbert-Rudolf Spaar (Zürich, 1943) in 2010.
- Christine Empain (1960) die trouwde in 1982 met Jean-Manuel Prévot, maar scheidde in 1991.
- Jean-François Empain (1964), in 1989 getrouwd met Véronique Rousselin, maar in 1999 gescheiden. Hij heeft twee dochters, (allebei in 2021 nog ongehuwd). Hij hertrouwde in 2019 met Anne Marfaing (°1965). Hij heeft geen zoon, zodat de naam van deze tak van de familie Empain zal uitsterven.

In 1990 hertrouwde Edouard-Jean met Jacqueline Nicolas dit Rogonaux (Dakar, 1945 - Saint-Ouen-l'Aumône, 2018), van wie de moeder tot de Afrikaanse Fulbe-groep behoorde. Hij kreeg kritiek omdat de extreemrechtse politicus Jean-Marie Le Pen was uitgenodigd op het huwelijksfeest. Met een woordspeling op Empain gekscheerde Le Pen dat de bruine bruid een En Pain d'épice was. Ze overleed zes maanden voor Edouard.
Hij woonde onder meer in Monte Carlo en in het departement Val d'Oise.

## Publicatie
- La Vie en jeu, Parijs, Jean-Claude Lattès, 1985, ISBN 2709604302.

## In populaire cultuur
- In 2009 verscheen een op Empains ontvoering gebaseerde film, genaamd Rapt.
- In het Kiekeboealbum Schiet niet op de pianist dreigt een crimineel ermee een vinger van de ontvoerde pianist Danny Zerkoffi op te sturen naar diens manager. Dit is een verwijzing naar de ontvoering van Empain in 1978.